# Climat sous tension
Climat sous tension, aussi connu sous le titre Climate under pressure (version anglaise) est un webdocumentaire et une expérience interactive portant sur les changements climatiques produit par TV5 Québec Canada et TV5MONDE et disponible en ligne depuis le 19 novembre 2015.
Le projet, supporté par l’organisation de la COP21, a remporté le prix Varenne Web&Doc du FIGRA en 2016 et a été présenté ou sélectionné comme finaliste dans 12 festivals internationaux et remises de prix.

## Synopsis
Climat sous tension est un webdocumentaire qui permet de faire l’expérience du quotidien de 6 personnages à travers le monde, sous forme de bandes-dessinées animées («Motion comic») et interactives (à la manière une histoire dont vous êtes le héros), dans un contexte où les changements climatiques ont un impact réel sur leur vie. Les utilisateurs ont la responsabilité de faire des choix pour les personnages et ainsi peuvent influencer leur destin et la résolution de leur histoire.
Au fil des récits, des experts internationaux couvrant plusieurs domaines partagent des éléments de réflexion sous forme de courtes vidéos en lien avec les éléments se déroulant dans les différentes histoires,.

## Fictions interactives
6 fictions interactives constituent le cœur de l’expérience de Climat sous tension. Celles-ci sont réalisées sous forme de bandes dessinées en mouvement (« motion comic ») dans lesquelles l’utilisateur doit faire des choix qui influenceront la résolution des différentes histoires.
Chacune d’entre elles est située dans un pays différent et explore différents thèmes liés aux changements climatiques, entre autres des domaines de la consommation, de l'agriculture, du développement urbain, de l'économie, de l'énergie et du transport.

### Lieux et thèmes des fictions
Les fictions interactives traitent chacune de la vie d'un individu et des changements climatiques dans son contexte régional et économique.

#### Canada -Zizanie à l'épicerie
Augmentation des taxes, rareté et hausse des prix des aliments ; ces facteurs viennent perturber le quotidien de Michelle. Elle devra maintenant faire de nouveaux choix de consommation.
Thèmes :
- Consommation
- Alimentation
- Transport
- Économie (investissements, finances personnelles)

#### France -La Vache et le pré
Marcel hésite entre vendre sa ferme et prendre sa retraite ou s’adapter et expérimenter avec la permaculture et la biodiversité afin de lutter contre la sécheresse qui est particulièrement intense cette année.
Thèmes : 
- Agriculture
- Alimentation
- Sécheresse

#### Tuvalu -De l'acidité à la mer
Pai une adolescente de Tuvalu voit le destin sombre de son île se dessiner de plus en plus clairement. Celle-ci est vouée à disparaitre sur la montée du niveau de l’océan. Elle doit alors décider si elle s’engage dans des activités de préservation et de nettoyage ou si elle quitte avant qu’il ne soit trop tard.
Thèmes:
- Éducation
- Situation pays en développement
- Adaptation
- Action citoyenne

#### Chine -Tour de force
Quand Li Wei, architecte, se retrouve devant un client qui ne comprend pas les avantages de la construction écologique pour son nouveau bâtiment, il se retrouve devant un dilemme. Il doit tenter de le convaincre et risquer de perdre le contrat ou céder à ses demandes et risquer d’empirer la pollution déjà bien présente dans cette région de la Chine.
Thèmes : 
- Développement urbain
- Technologies écologiques
- Énergie
- Agriculture

#### Mani -Épidémie en sursis
Maria se retrouve en situation d’urgence. Cette épidémiologiste de terrain doit trouver la provenance d’une épidémie qui se déclare dans une région déjà touchée par les conflits et l’insécurité alimentaire.
Thèmes :
- Santé
- Désertification
- Alimentation
- Conflits

#### Émirats arabes unis -Une volonté d'acier
L’aciérie d’Hammad se retrouve en difficulté. Il devra tirer son épingle du jeu et restaurer la prospérité de son industrie en proposant des solutions innovantes.
Thèmes : 
- Industrie
- Énergie
- Économie

## Dossiers thématiques
4 dossiers thématiques regroupent les différents éléments de contenu présentés tout au long des fictions (vidéos, entrevues, graphiques interactifs, galeries photo…) ainsi que du contenu supplémentaire, le tout rassemblé autour de thèmes précis. 
- Impacts humains et solutions
- Enjeux politiques
- Faits scientifiques
- Enjeux personnels

## Récompenses et festivals
Climat sous tension fut présenté dans 12 différents festivals et remises de prix à travers le monde.
Prix : 
- 2016 : Figra : Prix Varenne Web&Doc[9]
- 2015 : CSS Awards – site of the day

Finaliste: 
- 2016 : Webby Awards, catégorie «Green»[10]
- 2016 : NUMIX, catégorie «production originale - affaires publiques, magazine et documentaire»
- 2016 : Les Lauriers de la Radio et de la Télévision du Club Audiovisuel de Paris (CAVP), catégorie «web création»[11]
- 2016 : Prix Reporters d’espoirs
- 2016 : Japan Prize, catégorie «Creative Frontier»[12]

## Fiche technique
[pertinence contestée]
L'équipe de production du webdocumentaire est formée des individus suivants : 
- Concepteur : Samuel St-Pierre
- Producteurs : Benoit Beaudoin, Hélène Zemmour
- Responsable éditoriale, direction du numérique, TV5MONDE, Cécile Quéniart
- Recherche et entrevues : Samuel St-Pierre, Grégory Fontana, Vincent Fayol
- Design UX, développement front-end et back-end, intégration : Pliab (Franck Desvernes, François Pallaud,  Téo Zenner, Ophélie Terraz)
- Design Graphique : Martin Laliberté (byHaus)
- Illustration : Olivier Raymond[pertinence contestée]
- Recherche et révision scientifique : Myriam Verzat
- Tableaux et graphiques interactifs : Jérôme Lapointe, Bruno Provencher
- Montage : Joannie Rollin, Samuel St-Pierre
- Conception, recherche et montage sonore : Danny Provencher